# Tytus Jaszkowski
Tytus Jaszkowski (ur. 4 stycznia 1870 w Ostrowie Wielkopolskim, zm. 14 marca 1963 w Lipinach, obecnie dzielnica Świętochłowic) – działacz narodowy, powstaniec śląski. Założyciel i prezes gniazda Towarzystwa Gimnastycznego „Sokół” w Królewskiej Hucie (obecnie Chorzów).

## Życiorys
Urodził się w rodzinie robotniczej, jako syn mistrza malarskiego.
W 1892 przeniósł się na Górny Śląsk do Królewskiej Huty. Był organizatorem ognisk „Sokoła” w Bytomiu, Katowicach, Chorzowie i Świętochłowicach. Z racji swej działalności w „Sokole” objęty inwigilacją policji, m.in. oskarżony o domniemaną zniewagę władz pruskich. Działał na rzecz narodu polskiego na ziemiach zaboru pruskiego. Założyciel Straży Obywatelskiej dla Górnego Śląska oraz Związku Wojackiego, zrzeszającego kombatantów polskich z okresu I wojny światowej.
Od 1919 mieszkał w Lipinach, obecnie dzielnicy Świętochłowic, współorganizował placówki Polskiej Organizacji Wojskowej. Członek pierwszego składu Rady Ludowej w Lipinach. Podczas III powstania śląskiego członek miejscowej Komendy Placu. Założyciel Związku Obrony Kresów Zachodnich, działacz Związku Powstańców Śląskich. Po wybuchu II wojny światowej, mając 69 lat zgłosił się do miejscowej kompanii samoobrony powstańczej. Mimo zaawansowanego wieku brał udział w walkach o obronę Świętochłowic i Lipin, podczas okupacji współpracował z ruchem oporu.

## Odznaczenia
Śląski Krzyż Powstańczy.